# Vadencourt British Cemetery
Vadencourt British Cemetery is een Britse militaire begraafplaats met gesneuvelden uit de Eerste Wereldoorlog, gelegen in Vadancourt, een gehucht in de gemeente Maissemy in het Franse departement Aisne. De begraafplaats werd ontworpen door Herbert Baker en ligt aan de Rue du Clos Lorette op 1 km ten noordwesten van het dorpscentrum (gemeentehuis). Ze heeft een trapeziumvormig grondplan (de oostelijke hoek is afgerond) met een oppervlakte van 2.953 m² en wordt omsloten door een natuurstenen muur, afgedekt met witte boordstenen. Het Cross of Sacrifice staat centraal tegen de noordwestelijke muur en de Stone of Remembrance staat tegen de zuidwestelijke muur. De open toegang aan de straatzijde wordt afgebakend door twee stenen paaltjes verbonden door kettingen.
Er worden 754 doden herdacht waaronder 208 niet geïdentificeerde.
De begraafplaats wordt onderhouden door de Commonwealth War Graves Commission.

## Geschiedenis
Maissemy kwam in 1917 in Britse handen. Tijdens het Duitse lenteoffensief werd het dorp, ondanks sterk verzet van de 24th Division en de 2/4th Royal Berks op 21 maart 1918 door de vijand veroverd maar op 15 september daaropvolgend door de 1st Division opnieuw ingenomen. Begin oktober 1917 werd het IX Corps Main Dressing Station (veldhospitaal) in Vadencourt ingericht.
In augustus 1917 werd de begraafplaats door gevechtseenheden gestart en tot maart 1918 gebruikt. In oktober en november 1918 werd ze door de 5th, 47th en de 61st Casualty Clearing Stations en door veldhulpposten gebruikt. Deze oorspronkelijke graven liggen in de percelen I-III. Na de wapenstilstand werd de begraafplaats uitgebreid door de concentratie van graven uit de omliggende slagvelden. Deze verspreide graven waren voornamelijk van gesneuvelden van april 1917 en maart, april, september en oktober 1918. De meeste onder hen waren manschappen van de 59th (North Midland) Division. Vanuit de kleinere begraafplaatsen Vadencourt Chateau Cemetery (15 doden) en Vendelles Churchyard Extension (36 doden) werden ook gesneuvelden overgebracht.  
Tegelijkertijd werden 4 Franse, 31 Amerikaanse en 28 Duitse graven overgebracht naar andere begraafplaatsen. 
Vijf Indiase cavaleriesoldaten worden herdacht met Special Memorials omdat hun lichamen werden gecremeerd.
Onder de geïdentificeerde slachtoffers zijn er 519 Britten, 9 Australiërs, 7 Canadezen, 7 Indiërs en 4 Chinezen (tewerkgesteld bij het Chinese Labour Corps).

## Graven
- soldaat Francis Sheridan (Welsh Regiment) was 17 jaar toen hij op 16 september 1918 sneuvelde.

### Onderscheiden militairen
- John Henry Stephen Dimmer, luitenant-kolonel bij het King's Royal Rifle Corps werd onderscheiden met het Victoria Cross en het Military Cross (VC, MC).
- William Algernon Ireland Kay, brigade-generaal bij de General Staff  werd onderscheiden met het lidmaatschap (companion) in de Order of St Michael and St George en de Distinguished Service Order (CMG, DSO).
- William Fulton Somervail, kapitein bij de Cameronians (Scottish Rifles) werd onderscheiden met de Distinguished Service Order en het Military Cross (DSO, MC).
- kapitein Duncan Vere Webb en onderluitenant Douglas Henry Sims, beide dienend in het Leicestershire Regiment en Cedric Lewis Dold, kapitein bij het Royal Army Medical Corps werden onderscheiden met het Military Cross (MC).
- de sergeanten Robert George Lawrence (Royal Field Artillery), E. Mustoe (Gloucestershire Regiment) en W.T. Wright (South Staffordshire Regiment) werden onderscheiden met de Distinguished Conduct Medal (DCM).
- kwartiermeester-sergeant Alex Francis Jones (4th Dragoon Guards (Royal Irish) werd onderscheiden met de Meritorious Service Medal (MSM).
- sergeant J.S.C. Cowen (Machine Gun Corps (Infantry) en korporaal D. Phillips (Welsh Regiment) werden tweemaal onderscheiden met de Military Medal (MM and Bar).
- nog 18 militairen werden onderscheiden met de Military Medal (MM).